# Błażej Janiaczyk
Błażej Janiaczyk (Toruń, 27 de enero de 1983) es un ciclista polaco.

## Palmarés
2004
- La Roue Tourangelle
- Coppa della Pace

2009
- 3.º en el Campeonato de Polonia en Ruta

2013
- Korona Kocich Gór

2014
- Memoriał im. J. Grundmanna i J. Wizowskiego